# Södra skärgården
Södra skärgården är ett primärområde i stadsområde Sydväst i Göteborgs kommun. Det var fram till den 1 januari 2011 ett av Göteborgs 21 stadsdelsnämndsområden och med sina 5 071 hektar det till ytan största.
Södra skärgården består av öarna i Göteborgs södra skärgård. De utgör basområdena Asperö, Brännö, Donsö, Köpstadsö, Styrsö, Vargö och Vrångö. Geografiskt är området identiskt med Styrsö församling.
Centralort för offentlig och kommersiell service är tätorten Styrsö. Öarna förbinds sinsemellan och med fastlandet av båttrafik. Styrsö och Donsö är sedan 1974 också förbundna av en bro. Biltrafik är inte tillåten men flakmoped och golfbil är ett vanligt transportmedel på öarna.
Som en följd av de speciella kommunikationsförhållandena, arbetade de flesta invånare på hemorten ända in på 1970-talet, trots närheten till storstaden. Numera pendlar majoriteten in till fastlandet och endast en tredjedel av befolkningen har sin utkomst på öarna.

## Nyckeltal

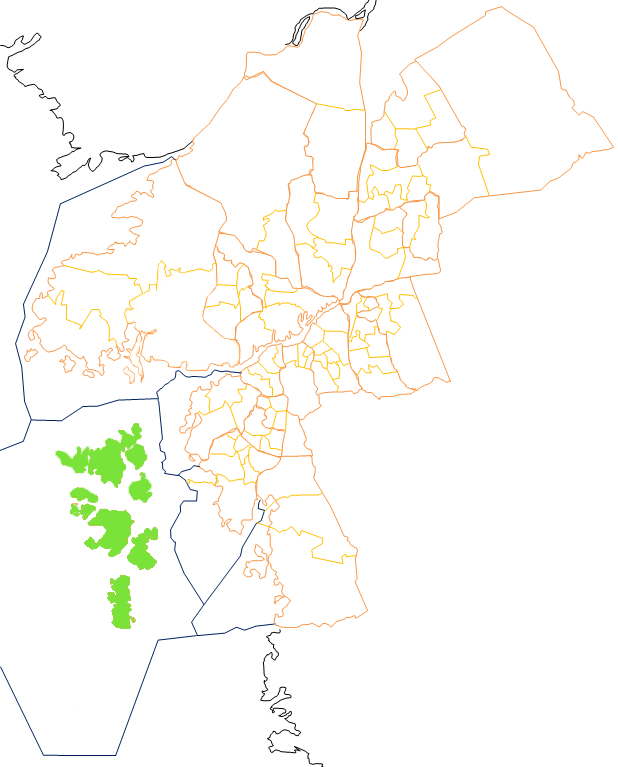
Södra skärgården

Nyckeltalen redovisar statistik som beskriver Göteborg och dess 96 delområden, primärområden, per den 31 december och kan användas för att jämföra de olika områdena. Nedan redovisas uppgifter för primärområdet och jämförelse görs mot uppgifterna för hela kommunen.
|                                                           | Södra skärgården | Hela Göteborg |
| --------------------------------------------------------- | ---------------- | ------------- |
| Folkmängd                                                 | 4 720            | 587 549       |
| Befolkningsförändring 2020–2021                           | -46              | +4 493        |
| Andel födda i utlandet                                    | 6,9 %            | 28,3 %        |
| Andel utrikes födda eller med två utrikes födda föräldrar | 8,0 %            | 38,1 %        |
| Medelinkomst                                              | 361 500 kr       | 332 400 kr    |
| Arbetslöshet                                              | 2,9 %            | 6,6 %         |
| Antal ersatta dagar från F-kassan per person (16-64 år)   | 19,4             | 19,5          |
| Andel med eftergymnasial utbildning (minst 3 år)          | 41,8 %           | 37,9 %        |
| Andel bostäder före 1941                                  | 29,9 %           |               |
| Andel bostäder i allmännyttan                             | 4,9 %            | 25,9 %        |
| Antal färdigställda bostäder 2021                         | 19               |               |
| Andel bostäder i småhus                                   | 90,2 %           | 18,3 %        |

## Stadsområdes- och stadsdelsnämndstillhörighet
Primärområdet tillhörde fram till årsskiftet 2020/2021 stadsdelsnämndsområdet Västra Göteborg och ingår sedan den 1 januari 2021 i stadsområde Sydväst.